# حرائق الغابات في أستراليا 2019-20
تضمن موسم حرائق الغابات في أستراليا 2019-20 سلسلة من حرائق الغابات والتي تشتعل حاليًا في جميع أنحاء أستراليا، خاصة في الجنوب الشرقي. يُعتبر موسم حرائق الغابات في 2019-20 ذو شدة ملحوظة مقارنة بالمواسم السابقة إذ قد أحرق ما يقرب من 10.7 مليون هكتار (26 مليون فدانًا، أو 107 ألف كيلومترًا مربعًا، أو 41 ألف ميلا مربعا)، ودمر أكثر من 5900 مبنى (بما في ذلك 2204 منزلا) وقتل ثمانية أشخاص حتى الثامن من يناير 2020. تعتبر هيئة نيوساوث ويلز للحرائق البرية أن هذا الموسم هو أسوأ المواسم المسجلة. في ديسمبر 2019، أعلنت حكومة نيوساوث ويلز قانون الطوارئ بعد ارتفاع درجات الحرارة لمستويات غير مسبوقة وبعد أن زاد الجفاف الطويل من الحرائق. يُقدر أن حوالي نصف بليون حيوان قد تأثرت بالحرائق الجارية. تقدم بعض التقديرات الأخرى التي تشمل الوطاويط والبرمائيات واللا فقاريات أعدادًا للحيوانات المقتولة تصل إلى أكثر من بليون. يخشى علماء البيئة من أن الأنواع المهددة بالانقراض قد تُدفع للانقراض بسبب الحرائق.
من سبتمبر 2019، أثرت الحرائق بشدة على مناطق متنوعة من ولاية نيوساوث ويلز مثل الساحل الشمالي والساحل الشمالي الأوسط، ومنطقة هنتر، ومنطقة وولونديلي في أقصى غرب سيدني، والجبال الزرقاء، والساحل الجنوبي بأكثر من 100 حريق في كل أنحاء الولاية.
طُلب الدعم من كل أنحاء أستراليا للمساعدة في إطفاء الحرائق والتخفيف عن الطاقم المحلي في نيوساوث ويلز. في 11 سبتمبر أعلن تقرير أن مؤسسة فيكتوريان كاونتي للحرائق أرسلت طاقمًا كبيرا من 300 رجل مطافئ للمساعدة. بحلول منتصف نوفمبر، أُرسل أكثر من 100 رجل مطافئ إلى غرب أستراليا. في 12 نوفمبر، أعلنت الحكومة الأسترالية أن قوات الدفاع الملكية الأسترالية ستساعد في جهود إطفاء الحرائق بالإضافة إلى المساعدة بتقديم العنصر البشري والدعم اللوجستي. ساعد رجال مطافئ من نيوزيلندا والولايات المتحدة وكندا في إطفاء الحرائق، خاصة في نيوساوث ويلز.

## الأسباب
يمكن أن تحدث حرائق الغابات لأسباب طبيعية مثل البرق، ولكن في كثير من الأحيان عن طريق أحداث من صنع الإنسان مثل الانحناء من خطوط الطاقة الكهربائية العلوية والحرق العمد، وحوادث الإشعال الغير متعمدة من القطاعات الزراعية الصناعية، ومن نشاطات الطحن واللحام في المزارع، وإشعال النار في انشطة التخييم، والسجائر، والورق الجاف المتساقط من الاشجار، والشرار من الآلات.
حيث بسبب هذه الحوادث تنتشر النار على أساس نوع وكمية الوقود المتاح فيها. ويمكن أن يشتمل الوقود على كل شيء بدءًا من الأشجار، أو فروة سطح الأرض الجافة والحقول العشبية الجافة إلى المنازل. حيث تزود الرياح النار بأكسجين إضافي يدفع النار عبر الأرض بمعدل أسرع.
حرائق الغابات العنيفة الكبيرة يمكن أن تولد رياحًا خاصة بها، تسمى دوامات النار, حيث تشبه الأعاصير وتنتج عن الدوامات الناتجة من حرارة النار. عندما تميل هذه الدوامات من الوضع الأفقي إلى العمودي، تخلق دوامات النار. من المعروف أن هذه الدوامات تقوم بقذف الاشجار والانقاض المشتعلة وتحرق الحطام والارض على مسافات طويلة. 
تشير بعض التقارير إلى أن التغير المناخي يمكن أن يساهم أيضًا في أشعال حرائق الغابات 2019-2020 في ظل ظروف أكثر دفئًا وجفافًا، مما يجعل موسم حرائق البلاد أطول وأكثر خطورة. تعمل الرياح القوية أيضًا على تعزيز وتحفيز الانتشار السريع للحرائق عن طريق رفع جمر النار المحترقة في الهواء. يُعرف هذا (بالاختراقات أو المكشوف) ويمكن أن يشعل حريقًا جديدًا يصل طوله إلى 40 كم في اتجاه الريح من جبهة النار. ويمكن أيضًا نشر الحرائق بالطائرات الورقية أو عن طريق الصقر البني, حيث شوهدت هذه الطيور وهي تلتقط أغصانًا محترقة من مناطق محترقة، وتطير بها إلى مناطق من العشب غير المحترق وتسبب في اندلاع حرائق جديدة هناك. حيث يعمل الحريق على كشف فرائسها لمحاولة الفرار من الحرائق مثل: الثدييات الصغيرة والطيور والسحالي والحشرات.

## تأثير الحرائق على الحياة البرية
حرائق الغابات تقتل الحيوانات مباشرة وتدمر المساكن المحلية ، تاركة الناجين عرضة للخطر حتى بعد انتهاء الحرائق. يقدر البروفيسور كريس ديكمان من جامعة سيدني أنه في الأشهر الثلاثة الأولى من حرائق الغابات في 2019-2020 ، مات أكثر من 800 مليون حيوان في نيو ساوث ويلز ، وأكثر من مليار شخص على الصعيد الوطني. يشمل هذا الرقم الثدييات والطيور والزواحف ولكنه لا يشمل الحشرات أو الخفافيش أو الضفادع. تم إحراق العديد من هذه الحيوانات حتى الموت في الحرائق ، مع موت العديد منها في وقت لاحق بسبب نفاذ موارد الغذاء والمأوى والافتراس من قبل القطط الوحشية والثعالب الحمراء. يضيف ديكمان أن أستراليا لديها أعلى معدل للأنواع المفقودة في أي منطقة في العالم ، مع مخاوف من أن بعض الأنواع المحلية الموجودة فقط في أستراليا ، مثل حيوان الكنغر ، ممكن ان تصبح عرضة للانقراض بسبب الحرائق الحالية. 
حيوان الكوالا الأسترالي ربما يكون الأكثر ضعفا لأنها بطيئة الحركة. ففي الحرائق الشديدة تميل الكوالا إلى الصعود إلى قمة الشجرة وتجلس هناك على شكل كرة حيث تصبح محاصرة. في يناير 2020 ، تم الإبلاغ عن أن نصف الـ 50000 من الكوالا في جزيرة كانجارو قبالة الساحل الجنوبي لأستراليا ، ا تم فصلها عن تلك الموجودة في البر الرئيسي كتأمين لمستقبل هذه الأنواع وحمايتها من الحرائق ، وذلك بسبب وفاة البعض منها في الأسابيع القليلة الماضية. 
يقول البروفيسور إيوان ريتشي ، عالم البيئة في الحياة البرية ، من جامعة ديكين ، إنه عندما تمر الحرائق ، تصبح الضفادع عرضة للخطر عندما يتم تدمير موطنها, حيث يؤثر فقدان مواطن الحيوانات البرية أيضًا على الأنواع المهددة بالانقراض بالفعل مثل الببغاء الأرضي ، وبعض من أنواع الحيوانات الأخرى, كما فقد النحالين خلايا النحل في حرائق الغابات. 
يستطيع حيوان الكنغر أن يتحرك بسرعة في محاولة للهروب من الحرائق. وعلى الرغم من ذلك ، ذكرت صحيفة الجارديان في يناير 2020 أن العشرات ، ربما مئات من الكنغر «لقوا حتفهم في حشودهم» حيث حاولوا مسابقة النيران بالقرب من مدينة باتلو في نيو ساوث ويلز. أكثر الحيوانات مرونة هي تلك التي يمكن أن تحفر أو تطير. مثل حيوان البوسمس غالبًا ما يتم الوقوع به بالنيران ، لكن في بعض الأحيان يمكن أن تختبئ في أجوف الأشجار. تميل ديدان الأرض والثعابين إلى الذهاب تحت الأرض. 
بالنسبة للسحالي الكبيرة المفترسة التي تعيش في وسط أستراليا استفادت حقاً من حرائق الغابات حسب قول البروفيسور ديكمن وقال ايضاً انه سبق ورأى هذه السحالي الكبيرة تخرج من جحورها بعد نشوب الحرائق لتلتقط الحيوانات المصابة والطيور الصغيرة والغير قادرة على الحركة نظراً لمحاصرتها بمكان معين بسبب النيران, والسحالي الصغيرة والثديات الصغيرة, والثعابين التي تعيش على السطح.

## احتمالية الحرائق
حذر مديرو هيئة الحرائق الأسترالية السابقون في أبريل 2019 من أن أستراليا ليست مستعدة للموسم القادم، كما ناشدوا رئيس الوزراء القادم لأن يقابل قادة هيئة الطوارئ السابقين الذين «سيحددون المخاطر التي يسرعها تغير المناخ».
في أغسطس 2019، أعلنت هيئة الحرائق والكوارث الطبيعية عن تقريرا موسميا والذي توقع «إمكانية حرائق فوق العادي» في جنوب وجنوب شرق كوينزلاند، والساحل الشرقي لنيوساوث ويلز وفيكتوريا، وأجزاء من غرب أستراليا وجنوب أستراليا. حدثت هيئة الحرائق والكوارث الطبيعية التقرير في ديسمبر 2019 «بإمكانية حرائق فوق العادي» من جديد.

## الآثار العالمية
في منتصف ديسمبر 2019، أعلن  تحليل لمركز غودار لرحلات الفضاء بناسا أنه منذ 1 أغسطس، أطلقت حرائق نيوساوث ويلز وكوينزلاند 250 مليون طن من ثنائي أكسيد الكربون. حتى 2 يناير 2020، قدرت ناسا أن حوالي 306 مليون طن من ثنائي أكسيد الكربون قد أُطلقت في الغلاف الجوي. مقارنة بموسم حرائق الغابات في أستراليا في 2018، فقد أطلق حينها في كامل الموسم 535 مليون طن من ثنائي أكسيد الكربون. في حين أن الكربون الناتج عن الحرائق ستعود الغابات لتمتصه من جديد بعد نموها، إلا أن هذا قد يستغرق عقودًا، وقد لا يحدث أبدًا إذا أضر الجفاف الطويل بقدرة الغابات على النمو من جديد.
في أول أيام عام 2020 في نيوزيلندا، غطت سحابة من الدخان من حرائق أستراليا كامل الجزيرة الجنوبية معطية السماء وهجا برتقاليا. ذكر البعض من دنيدن شم رائحة الدخان في الهواء. أعلنت هيئة الطقس النيوزيلندية أن الدخان لن يكون له أي تأثيرات سلبية على الطقس أو درجة الحرارة في الدولة. غطى الدخان الجزيرة الشمالية في اليوم التالي ولكنه بدأ يخف تدريجيًا، ولم يكن بنفس كثافته على الجزيرة الجنوبية في اليوم السابق. في نفس الوقت، فرقت رياح من المحيط الهادئ الدخان على الجزيرة الجنوبية. أثر الدخان على الأنهار الجليدية في الدولة إذ أعطى صبغة بنية للجليد. في الخامس من يناير تحرك المزيد من الدخان ليغطي الجزيرة الشمالية محولا السماء في أوكلاند إلى اللون البرتقالي.

## الاستجابة العالمية
علقت شخصيات شهيرة من خارج أستراليا على الحرائق بما في ذلك كوري بوكر وهيلاري كلينتون وآل جور وبيرني ساندرز وغريتا تونبرج وإليزابيث وارن. أدلت شخصيات في مجال الترفيه بتصريحات أيضا عن الحرائق مثل تينا أرينا وباتريشيا أركيت وكيت بلانشيت وراسل كرو وألين دي جينيريس وسيلينا غوميز وهالزي ونيكول كيدمان ولايزو وبيت ميدلر وبينك ومارجو روبي وباول ستانلي وفيبي والر بريدج. قدم بعض المذكورين تبرعات أيضا أو ساهموا في جمع تبرعات.
في 4 يناير 2020 أرسل كل من إليزابيث الثانية وفيليب دوق إنبرة رسالة تعاطف للحاكم العام لأستراليا دايفيد هيرلي «مقدمين آمالهم وصلواتهم لكل الأستراليين في هذا الوقت العصيب». أكدت الملكة أيضا على رسالتها بأنها «حزينة جدا» لسماعها عن الحرائق وعن آثارها المدمرة على الدولة، ومقدمة شكرها لعمال الطوارئ والإغاثة. في 8 يناير 2020، أرسل الأمير تشارلز رسالة في مقطع مسجل يعبر عن حزنه للآثار المروعة للحرائق.